# Isobel Elsom
Isobel Elsom (Cambridge, Inglaterra; 16 de marzo de 1893-Woodland Hills, California; 12 de enero de 1981) fue una actriz teatral, cinematográfica y televisiva de nacionalidad británica.

## Carrera
Su verdadero nombre era Isobel Jeannette Reed, y nació en Cambridge, Inglaterra. Como actriz teatral, a lo largo de tres décadas actuó en 17 producciones representadas en el circuito de Broadway, siendo la primera de ellas The Ghost Train, en 1926. Su papel teatral más conocido fue el que desempeñó en Ladies in Retirement (1939), papel que repitió en la versión cinematográfica rodada en 1941. Otras obras destacadas en las que participó fueron The Innocents y Romeo y Julieta.
Elsom hizo su primera actuación cinematográfica en la época del cine mudo, trabajando con frecuencia en compañía de Owen Nares. Su último film mudo, Dance Magic (1927), fue su primera película estadounidense. En total, a lo largo de su carrera participó en casi cien filmes, interpretando en muchos de ellos a personajes aristocráticos y de clase alta.
Además de producciones británicas y estadounidenses, Elsom también rodó cintas de otras cinematografías como la francesa (Le Réveil, 1925, con Charles Vanel), la alemana (Tragödie einer Ehe, 1927, coproducida con el Reino Unido), o la italiana (Addio Mimi !, 1947, coproducida con Estados Unidos).
A finales de la década de 1950 e inicios de la de 1960 Elsom trabajó junto a Jerry Lewis en cuatro películas. 
En el medio televisivo Elsom actuó en programas como Intriga en Hawái, Alfred Hitchcock presenta (con cuatro interpretaciones, por lo menos), Armstrong Circle Theatre, Hallmark Hall of Fame, Lux Video Theatre, Playhouse 90, y Dr. Kildare.
Conoció a su primer marido, el director británico Maurice Elvey, cuando él la escogió para actuar en la película de 1919 Quinneys. Elvey la dirigió en otras ocho cintas antes de que la pareja se divorciara. Elsom estuvo casada en segundas nupcias con el también actor Carl Harbord. 
La actriz falleció en 1981 en Woodland Hills (Los Ángeles), California, a los 87 años de edad. Sus restos fueron incinerados, y las cenizas esparcidas en el Océano Pacífico.

## Teatro
(Piezas representadas en el circuito de Broadway, salvo mención contraria)
- 1917-1918 : The Freaks, de Arthur Wing Pinero, con C.V. France y Leslie Howard (Londres)
- 1920-1921 : Up in Mabel's Room, de Wilson Collison (Londres)
- 1922-1923 : Sweet Lavender, de Arthur Wing Pinero (Londres)
- 1923-1924 : The Green Goddess, de William Archer, con George Arliss, Ivan F. Simpson (Londres)
- 1926 : The Ghost Train, de Arnold Ridley, con Eric Blore, Claudette Colbert
- 1927 : The Mulberry Bush, de Edward Knoblauch, con Claudette Colbert
- 1927 : People don't do such Things, de Lyon Mearson y Edgard M. Schoenberg, con Stanley Logan
- 1928 : The Silver Box, de John Galsworthy, con Mary Forbes
- 1928 : The Behavior of Mrs. Crane, de Harry Segall, con Walter Connolly y Charles Trowbridge
- 1928 : The Outsider, de Dorothy Brandon
- 1938-1939 : American Landscape, de Elmer Rice, con Charles Dingle y Charles Waldron
- 1940 : Ladies in Retirement, de Reginald Denham y Edward Percy, con Flora Robson
- 1942 : The Flowers of Virtue, de Marc Connelly, con Frank Craven, Thomas Gomez y Vladimir Sokoloff
- 1944-1945 : Hand in Glove, de Charles K. Freeman y Gerald Savory, dirección de James Whale
- 1950 : The Innocents, de William Archibald, con música de Alex North
- 1950 : The Curious Savage, de John Patrick, con Lillian Gish
- 1951 : Romeo y Julieta, de William Shakespeare, con Olivia de Havilland y Jack Hawkins
- 1952 : The Climate of Eden, de Moss Hart
- 1954m : The Burning Glass, de Charles Langbridge Morgan, con Cedric Hardwicke y Walter Matthau
- 1957 : Hide and Seek, de Roger McDougall y Stanley Mann, con Barry Morse y Basil Rathbone
- 1957 : The First Gentleman, de Norman Ginsbury, con Walter Slezak

## Selección de su filmografía
- 1915 : A Prehistoric Love Story, de Leedham Bantock (corto)
- 1916 : Milestones, de Thomas Bentley
- 1918 : The Man who won, de Rex Wilson
- 1918 : The Way of an Eagle, de G.B. Samuelson
- 1918 : The Elder Miss Blossom, de Percy Nash
- 1919 : Hope, de Rex Wilson
- 1919 : Quinneys, de Maurice Elvey y Herbert Brenon
- 1920 : Aunt Rachel, de Albert Ward
- 1921 : For her Father's Sake, de Alexander Butler
- 1922 : A Debt of Honour, de Maurice Elvey
- 1922 : The Game of Life, de G.B. Samuelson
- 1923 : The Harbour Lights, de Tom Terriss
- 1923 : The Wandering Jew, de Maurice Elvey
- 1924 : Who is the Man ?, de Walter Summers
- 1924 : The Love Story of Aliette Brunton, de Maurice Elvey
- 1925 : The Last Witness, de Fred Paul
- 1925 : Le Réveil, de Jacques de Baroncelli
- 1926 : The Tower of London, de Maurice Elvey
- 1927 : Tragödie einer Ehe, de Maurice Elvey
- 1927 : Dance Magic, de Victor Halperin
- 1931 : The Other Woman, de G.B. Samuelson
- 1932 : The Crooked Lady, de Leslie S. Hiscott
- 1933 : The Thirteenth Candle, de John Daumery
- 1934 : The Primrose Path, de Reginald Denham
- 1941 : Ladies in Retirement (El misterio de Fiske Manor), de Charles Vidor
- 1942 : Eagle Squadron, de Arthur Lubin
- 1942 : Laugh your Blues away, de Charles Barton
- 1942 : Seven Sweethearts, de Frank Borzage
- 1942 : You Were Never Lovelier (Bailando nace el amor), de William A. Seiter
- 1943 : Forever and a Day (Siempre y un día), de Edmund Goulding y Cedric Hardwicke
- 1944 : Between two Worlds (Entre dos mundos), de Edward A. Blatt
- 1944 : Casanova Brown, de Sam Wood
- 1945 : The Unseen (Misterio en la noche), de Lewis Allen
- 1946 : Two Sisters from Boston, de Henry Koster
- 1946 : Of Human Bondage, de Edmund Goulding
- 1947 : Addio Mimi !, de Carmine Gallone
- 1947 : The Two Mrs. Carrolls (Las dos señoras Carroll), de Peter Godfrey
- 1947 : Monsieur Verdoux, de Charlie Chaplin
- 1947 : El fantasma y la señora Muir, de Joseph L. Mankiewicz
- 1947 : Ivy, de Sam Wood
- 1947 : Escape Me Never, de Peter Godfrey y LeRoy Prinz
- 1947 : The Paradine Case, de Alfred Hitchcock
- 1948 : Smart Woman, de Edward E. Blatt
- 1949 : The Secret Garden, de Fred M. Wilcox
- 1954 : Desirée, de Henry Koster
- 1954 : Deep in my Heart, de Stanley Donen
- 1955 : The King's Thief, de Robert Z. Leonard
- 1955 : La colina del adiós, de Henry King
- 1956 : Over-exposed, de Lewis Seiler
- 1956 : 23 Paces to Baker Street (A 23 pasos de Baker Street), de Henry Hathaway
- 1956 : El loco del pelo rojo, de Vincente Minnelli
- 1957 : The Guns of Fort Petticoat, de George Marshall
- 1958 : Rock-a-bye Baby (Yo soy el padre y la madre), de Frank Tashlin
- 1959 : The Young Philadelphians (La ciudad frente a mi), de Vincent Sherman
- 1959 : The Miracle (Promesa rota), de Irving Rapper
- 1960 : The Bellboy, de Jerry Lewis
- 1961 : The Errand Boy, de Jerry Lewis
- 1961 : The Second Time Around (Sola ante el peligro), de Vincent Sherman
- 1963 : Who's Minding the Store? (Lío en los grandes almacenes), de Frank Tashlin
- 1964 : My Fair Lady, de George Cukor
- 1964 : The Pleasure Seekers, de Jean Negulesco